# 陳淏子
陳 淏子（ちん こうし、1615年 - 1703年）は、名は淏、字は爻一、号は扶揺、西湖花隠翁など。中国浙江省杭州府銭塘県の人。明末から清代康煕年間にかけての文筆家兼出版業者であり、博物学者、園芸家である。康煕27年（1688年）、74歳の時に、園芸書『花鏡』を刊行した。長子は陳枚（簡侯）。

## 生涯

### 家族
陳淏の家は代々、杭州で医を業とし、父陳芝仙も祖父陳象先も名を知られた医師であった。医業の家ながら詩文書画に親しむ文人趣味の家庭で育ち、妹の陳汝凝は女流詩人であった（黄墀「朱節母陳汝凝行述」『留青集選』巻3）。汝凝には数首の作品が伝わっている。妻は戴氏。

### 行跡
陳淏は家伝の蔵書を火事で失ったため、自身は医家として身を立てることはなかった（方象瑛による「合葬墓誌銘」『留青新集』巻3）。明末崇禎年間に『両漢奏疏』16巻、『周文帰』20巻などを編集刊行した。『両漢奏疏』の序文を黄端伯と祁彪佳が書き、また「鑑定姓氏」「参考姓氏」には杭州の文社、読書社の成員であった聞啓祥・厳調御ら10人の名が見える。『周文帰』には顧錫疇らが序を書き、陳淏自身は「大凡」を書いている（崇禎13年、「古杭陳淏子」と署名）。これで見ると、陳淏は評選家（評点家）として世に出たものである。科挙の受験参考書という側面をもつ出版物の編者だったわけであるが、自身は科挙に成功しなかった。つまり社会的には当時の読書人の下層を形成する「落第秀才」の一人であった。

30代に入ってから間もなく明清交替（1644年）を経験した。近親者では妹汝凝の夫の朱治升が清軍による辮髪強制（薙髪令）を拒んで天目山にのがれ、自死をとげた（黄墀「朱節母行述」）。順治年間の大半については行跡を明証する文献が見つかっておらず、現在のところ経歴が空白となっている。

順治13年またはその翌年に杭州から南京に居を移したとされる李漁に誘われて、陳淏も南京に遊び、以後20年（李漁の最終的な南京居住は順治18年とされるので実際は10数年か）、「浪遊」したと査継佐あての書簡に書いている（「寄査伊璜」『写心集』巻１）。南京では呉百朋（錦雯）、呉国縉（玉林）などとも親交があった（「客秦淮送呉錦雯」『留青新集』巻5、「与陳扶揺」『写心集』巻2）。康煕12年（1673年）に南京で刊行された短編小説集『西湖佳話』の巻頭を飾る多色刷りの精巧な図版「西湖佳景」には「湖上扶揺子」と署名した跋語が附されていて、原刻初印本では署名のあとに「湖上陳氏・扶揺」という連印が捺してある。図版部分には他に王槩・王臬・王楫・孫肇功らも名をとどめているが、陳淏はこれらの人々とともに、康煕18年序刊『芥子園画伝』初集の制作刊行にも関与している。
「合葬墓誌銘」には、「晩年、歯（よわい）日に進み、倦んで郷里に帰った」とある。康煕16年（1677年）に再度杭州に移った李漁が自身の南京僑居を「金陵（南京）に居ること二十載」と表現し（「上都門故人述旧状」『一家言集』巻3）、同じように陳淏が「二十年も浪遊した」と書いていることなどから推して、陳淏はその年に杭州にもどったと考えられる。63歳の時である。晩年杭州の西湖の湖畔に住み多くの花草果木を育てた。康煕27年（1688年）に『花鏡』を著した。『花鏡』は花譜、園芸技術の解説書である。魚や亀、ヒキガエルの飼育法も含まれている。比較的早い時期に日本に伝わり、安永2年（1773年）には平賀源内が校正した『重刻秘伝花鏡』が刊行された。

### 生没年
生年は、従来万暦40年（1612年）頃と推定されてきたが、誠堂と署名した筆者が「記『花鏡』作者陳淏子」においてはじめて林雲銘「寿陳扶揺先生七十序」を紹介し、康煕23年（1684年）4月に七十の誕生祝いをしていることから、万暦43年（1615年）の生まれと断定した。

没年は、康煕42年（1703年）10月に、すでに亡くなっていた妻戴氏と合葬するときに「合葬墓誌銘」が作られていることから、この年に没したと推定されており、確定的にこの年を没年とするひともいる。

## 刊行書
陳淏の生涯・事績についてはまだ十分に研究されておらず、仕事の内容がどのようなものであったかについても不明な点が多い。『花鏡』張国泰序と「合葬墓誌銘」はともに陳淏が分野をまたいで豊富な著作をものしたと述べているが、現在わかっている数点の刊行書からも、その対象は詩文評論、小説、言語文字、絵画、園芸など多方面にわたっていたことが確かめられる。
『両漢奏疏』16巻
『西漢文帰』8巻・『東漢文帰』7巻　崇禎10年序
『周文帰』20巻　崇禎13年
『済顛大師酔菩提伝』　刊行年未詳
『西湖佳話』　康煕12年序　金陵王衙蔵板
『玉堂字彙』　康煕15年、同29年序
『花鏡』6巻　康煕27年序　文治堂刊
『精選国朝詩余』　康煕年間
上記のうち『西漢文帰』『東漢文帰』は鍾惺輯注になるもので、陳淏の序をもつという（『東北師範大学図書館蔵古籍善本書目解題』）。『精選国朝詩余』は『古今詩余酔』と合刻されている。

## 筆名
陳淏が本名で刊行した書物は『精選国朝詩余』などが確認できるだけであり、ほとんどは陳淏子、扶揺子、墨浪子などの筆名を用いている。このうち前二者は陳淏自身の名および号に子字をつけただけのもので、特に問題となることはない。陳淏は『西湖佳話』においては図版部分のみならず書物の制作に全面的に関わっていることが明らかであるから、『西湖佳話』に用いられている古呉墨浪子という筆名が陳淏のものであることは認められる。これに先行して、『酔菩提』（全称『済顛大師酔菩提伝』）という全20回の長篇小説が出されており、この作品では西湖墨浪子の名を用いているが、『西湖佳話』巻9「南屏酔蹟」はこの『酔菩提』から12話を選んで１篇に仕立てたものにほかならず、同じ作者の手になったものである。この場合「西湖」と「古呉」の別にさほどの意味はない。陳淏は筆名のまえにおく冠称として、「西湖」をはじめ、「湖上」「武林」「古杭」「古呉」など、杭州・西湖の古名や雅名をさまざまに用いている。

陳淏との関係で解明すべきもう一つの筆名は清初小説史最大の謎となっている「天花蔵主人」である。小説史の面から『西湖佳話』の墨浪子と、順治・康煕年間に才子佳人小説を数多く世に出した天花蔵主人とを同一人物と見なす立場からの研究があり、この主張は作品の形式面、内容面の比較などによってほぼ裏付けられる。両者を結びつける決定的な資料こそ見つかっていないが、陳淏は天花蔵主人の人物特定の面からも欠かせない研究対象である。

## 後継
長子は陳枚（1638年-1707年）、字は簡侯、号は東阜。父陳淏と同じく文筆家兼出版業者であった。文治堂は陳淏父子の経営した書坊である可能性が高い。編集室を凴山閣といい、杭州の呉山にあった。『凴山閣留青集選』10巻（康煕12年序刊）以下一連の留青集および『尺牘写心集』4巻（康煕19年序）、同二集（康煕35年序）がある。これらの応酬文集は本国で禁書の対象になったが、日本にはほとんどの伝本がそろっており、陳淏の事績をうかがう資料ともなっている。陳枚は李漁の女婿沈心友（因伯）と親しく、最後の留青集である『凴山閣増輯留青新集』30巻（康煕47年序刊）の序は沈心友が書いている。ほかに『周易直解』12巻（順治17年序刊）、『四部備解』16巻（康煕28年序刊）、『歴科状元図考』6巻などを編集刊行した。『水滸伝』の版本にも陳枚が刊行に関係したと見なすべきものがある。